# Große Mädchen weinen nicht
Große Mädchen weinen nicht ist ein deutscher Spielfilm aus dem Jahr 2002 von Maria von Heland.

## Handlung
Die 17-jährigen Freundinnen Kati und Steffi sind unzertrennlich, dabei leben sie in sehr unterschiedlichen Verhältnissen. Katis Eltern sind mit der Erziehung der schwierigen Tochter überfordert, die zwar viele Liebesbeziehungen unterhält, aber keine feste Beziehung zustande bringt. Die gut aussehende Steffi lebt scheinbar in einer heilen Welt, sie hat einen Freund und ein nettes Elternhaus. Als Steffi zufällig erfährt, dass ihr Vater eine Affäre mit seiner Kollegin hat, ist sie völlig verzweifelt. Sie spioniert die Geliebte ihres Vaters aus und lernt deren Tochter Tessa kennen. Auf Tessa projiziert sie ihre ganze Wut und ihren Hass. Unter dem Vorwand, Tessa in die Band ihres Freundes Carlos bringen zu wollen, arrangiert sie ein Treffen mit diesem, bei dem Tessa vorsingen soll – in der Überzeugung, dass Tessa sich blamiert. Als Tessa jedoch sehr gut singt und so die Bewunderung von Carlos erhält, reagiert Steffi eifersüchtig, was einen Streit zwischen ihr und Carlos zur Folge hat.
Nachdem Carlos und Steffi sich wieder versöhnt haben, kommt es zum ersten Geschlechtsverkehr der beiden, der jedoch unterbrochen wird, als Steffis Vater nach Hause kommt, was Steffis Unmut über ihren Vater nur noch weiter steigert. Um sich zu rächen, schickt Steffi Tessa zu einem Pornoproduzenten und lässt sie in dem Glauben, dieser sei ein Plattenproduzent und es winke ein Plattenvertrag. Die Nummer des Produzenten hat Steffi von ihrer Mitschülerin Yvonne, die inzwischen vermisst wird, Steffi aber vorher erzählt hat, dass sie aus Angst vor ihrem gewalttätigen Vater nach Paris abhauen wolle. Kati, die sich langsam unwohl mit den Racheplänen von Steffi fühlt, unterbricht ein Date mit Klaus, um Tessa zu warnen und sie über die Motive von Steffis Taten aufzuklären. In letzter Sekunde kann sie Tessa vor einer Vergewaltigung durch den Produzenten retten. Kati klärt Tessa darüber auf, dass Steffi die Tochter des Mannes ist, mit dem Tessas Mutter eine Affäre hat, und sich nun rächen will. Als Tessas Mutter von ihrer Tochter erfährt, was passiert ist, fährt sie zu Steffi nach Hause und klärt deren Mutter und alle Anwesenden über die Affäre auf, was zur Folge hat, dass Steffis Mutter ihren Mann verlässt.
Nachdem Kati von der Polizei erfahren hat, dass der Produzent Yvonne vergewaltigt und ermordet hat, gesteht sie Steffi, dass sie es war, die Tessa über ihre Motive aufgeklärt hat. Die Freundschaft droht zu zerbrechen. Steffi rächt sich an Kati, indem sie mit Klaus schläft. Steffis heile Welt ist kaputt. Als sie eines Tages nicht in der Schule ist, macht Kati sich Sorgen und will die Dinge klären. Sie fährt zu Steffis Wohnung und verschafft sich mit dem versteckten Ersatzschlüssel Zutritt. Sie findet Steffi leblos mit aufgeschnittenen Pulsadern vor. Kati alarmiert den Krankenwagen und liest auf dem Weg in die Klinik Steffis Abschiedsbrief, in dem sie sich für ihre Taten und Intrigen entschuldigt. Später kommen beide Elternteile von Steffi ins Krankenhaus und bedanken sich bei Kati für die Rettung ihrer Tochter. In der letzten Szene sieht man, wie Kati Steffi in der Klinik besucht.

## Hintergrund
Der Filmtitel ist die wörtliche Übersetzung des Liedes Big Girls Don’t Cry der Four Seasons, das 1963 auf dem Studioalbum „Big Girls Don’t Cry and Twelve Others“ erschien.

## Kritiken
„Zwiespältiges Actiondrama um zwei 17-jährige Schülerinnen. Mit Sinn für filmische und musikalische Effekte wird der beschwerliche Weg vom pubertierenden Teenager zur verantwortungsbewussten Frau nachgezeichnet, wobei der Film mit seiner Neigung zur melodramatischen Inszenierung den Blick auf die Lebenswelt von Jugendlichen verstellt. Er findet weder eine innere Einheit noch einen Zugang zur realen Lebenswelt der Jugendlichen. Bemerkenswert frisch und ernsthaft sind allein die jungen Darsteller.“